# Visrokerij (Spakenburg)
De visrokerij is een rijksmonument dat bestaat uit een monumentaal complex van een woonhuis met vijf geschakelde vishangen en een schuur aan de Oude Schans 56-56 in de Nederlandse plaats Spakenburg.

## Beschrijving
De visrokerij werd in 1877 gebouwd voor de Spakenburgse vishandelaar Willem Muijs (1829-1906). Achter het gereconstrueerde vissershuis liggen aan de noordwestzijde vijf geschakelde vishangen, waar de vis werd opgehangen, gedroogd en gerookt. Aan de zuidwestzijde van de vishangen bevindt zich een haaks op deze hangen staande schuur. Elke afzonderlijke vishang is voorzien van een zadeldak met twee schoorstenen en een vuurvanger. Het oorspronkelijke interieur van de vijf vishangen is bewaard gebleven.
De visrokerij is erkend als rijksmonument vanwege de cultuur- en architectuurhistorische waarde. Het zeldzame type van visrokerij met woning wordt door de Rijksdienst voor het Cultureel Erfgoed beschouwd als een voorbeeld van de ambachtsnijverheid in de visserij. De karakteristieke visrokerij ligt bij de haven van Spakenburg en toont de geschiedenis van het dorp dat voor de inpoldering van de Zuiderzee grotendeels afhankelijk was van de zeevisserij.
In 1990 is de visrokerij gerestaureerd. Vanaf die tijd is het gebouw in gebruik als museum.